# Willst du
«Willst du» — песня немецкого рэпера Alligatoah из его третьего студийного альбома «Triebwerke». Песня была выпущена 16 августа 2013 года в Германии в цифровом формате и достигла 14-го места в немецком чарте синглов и 20-го места в австрийском чарте синглов. В тексте песни подробно описывается пара, один из них спрашивает другого, хотят ли они принимать наркотики вместе.

## Список композиций
| №  | Название                      | Длительность |
| -- | ----------------------------- | ------------ |
| 1. | «Willst du»                   | 3:38         |
| 2. | «Willst du» (Acoustic)        | 4:03         |
| 3. | «Willst du» (Stereoids Remix) | 6:25         |
| 4. | «Willst du» (Video)           | 3:43         |

## Чарты
| Чарт (2013–14)              | Высшая позиция |
| --------------------------- | -------------- |
| Австрия (Ö3 Austria Top 40) | 20             |
| Германия (GfK)              | 14             |

| Чарт (2013)                      | Позиция |
| -------------------------------- | ------- |
| Germany (Official German Charts) | 83      |

## Сертификации
| Регион | Сертификация  | Продажи   |
| --- | ------------- | --------- |
| Австрия (IFPI Austria) | Золотой       | 15 000*   |
| Германия (BVMI) | Бриллиантовый | 1 000 000 |
| * Данные о продажах приведены только на основе сертификации. · Данные о продажах + прослушиваниях приведены только на основе сертификации. |               |           |

## Release history
| Регион   | Дата            | Формат              | Лейбл       |
| -------- | --------------- | ------------------- | ----------- |
| Германия | 16 августа 2013 | цифровое скачивание | Trailerpark |

## Ремикс Робина Шульца
Немецкий диджей и музыкальный продюсер Робин Шульц сделал ремикс на песню, выпущенный 22 августа 2014 года в цифровом формате и достиг 35-го места в немецком чарте синглов.

## Музыкальное видео
Музыкальное видео было впервые выпущено на YouTube 22 августа 2014 года общей продолжительностью четыре минуты и тринадцать секунд.

### Список композиций
| №  | Название    | Длительность |
| -- | ----------- | ------------ |
| 1. | «Willst du» | 3:10         |

### Чарты
| Чарт (2014)                     | Высшая позиция |
| ------------------------------- | -------------- |
| Австрия (Ö3 Austria Top 40)     | 42             |
| Бельгия/Фландрия (Ultratip)     | 14             |
| Германия (GfK)                  | 35             |
| Швейцария (Schweizer Hitparade) | 47             |

### История релиза
| Регион   | Дата            | Формат              | Лейбл                         |
| -------- | --------------- | ------------------- | ----------------------------- |
| Германия | 22 августа 2014 | цифровое скачивание | Tonspiel (Warner Music Group) |